# 漕运镇
漕运镇，原为三堡乡、林集镇、南闸镇，是中华人民共和国江苏省淮安市淮安区下辖的一个乡镇级行政单位。2018年7月撤销三堡乡、林集镇、南闸镇，设立漕运镇。以原三堡乡、林集镇、南闸镇所辖区域为漕运镇行政区域，漕运镇人民政府驻林集居委会境内，办公地址为林平路1号。漕运镇行政区域面积142.57平方公里，人口8.74万人。

## 行政区划
漕运镇下辖辖32个村委会、3个居委会：
严星村、祁庄村、陈庄村、花元村、盛庄村、新庄村、沙口村、沙庄村、韩码村、西合兴村、周湾村、大陶村和沙滩村、渔滨社区、复兴社区、城头村、田桥村、大郭村、任桥村、朱庄村、南季村、裴联村、陈杨村和大李村、新河头社区、柏庄村、渔民村、中太村、新太村、林南村、戴湾村、泾河村、戴庄村、新兴村和姚庄村。